# Анисса Кейт
Анисса Кейт (англ. Anissa Kate, настоящее имя Алисса Кейт (англ. Alissa Kate); род. 7 мая 1987, Лион, Рона-Альпы, Франция) — французская модель и порноактриса.

## Биография
Родилась 7 мая 1987 года в Лионе, Франция. Имеет алжирско-французское происхождение (отец алжирец, мать француженка). Получила степень магистра по специальности «экономика и управление».
Дебютировала в качестве порноактрисы в сентябре 2011 года, в возрасте 24 лет. Снималась в порнофильмах в Испании, Франции и США.
Живёт в Испании. Встречается с режиссёром Оливье Лафиттом (Александр Леглан).

## Премии и номинации
| Год  | Церемония  | Номинация                               | Работа | Результат |
| ---- | ---------- | --------------------------------------- | ------ | --------- |
| 2013 | AVN Award  | Лучшая групповая сцена секса            |        | Номинация |
| 2013 | XBIZ Award | Лучшая сцена — гонзо                    |        | Номинация |
| 2013 | AVN Award  | Лучшая сцена секса в иностранном фильме |        | Номинация |
| 2013 | AVN Award  | Лучшая иностранная исполнительница      |        | Номинация |
| 2013 | XBIZ Award | Лучшая иностранная исполнительница      |        | Номинация |
| 2014 | AVN Award  | Лучшая сцена секса в иностранном фильме |        | Номинация |
| 2014 | XBIZ Award | Лучшая сцена — только девушки           |        | Победа    |
| 2014 | AVN Award  | Лучшая иностранная исполнительница      |        | Победа    |
| 2015 | AVN Award  | Лучший режиссёр — иностранный фильм     |        | Номинация |
| 2015 | AVN Award  | Лучшая сцена секса в иностранном фильме |        | Номинация |
| 2015 | AVN Award  | Лучшая иностранная исполнительница      |        | Победа    |
| 2015 | XBIZ Award | Лучшая иностранная исполнительница      |        | Номинация |
| 2016 | AVN Award  | Лучшая иностранная исполнительница      |        | Номинация |
| 2017 | XBIZ Award | Лучшая актриса пародии                  |        | Победа    |
| 2018 | AVN Award  | Лучшая иностранная исполнительница      |        | Номинация |
| 2019 | AVN Award  | Лучшая иностранная исполнительница      |        | Победа    |
| 2020 | AVN Award  | Лучшая иностранная исполнительница      |        | Номинация |
| 2021 | AVN Award  | Лучшая иностранная исполнительница      |        | Номинация |

## Избранная фильмография
- La Vengeance d’Anissa
- Black Sexe Addict[8]
- 2012 : In Bed with Katsuni
- 2013 : Girls of Bang Bros 22: Anissa Kate
- 2014 : Anal Sweetness 2
- 2015 : Anissa Does Anal
- 2016 : Lezboxx 5
- 2017 : Busty Mature Lesbians Pussy Eating
- 2018 : Women Seeking Women 150
- 2019 : Women Seeking Women 165